# Oligomeris dipetala
Oligomeris dipetala là một loài thực vật có hoa trong họ Resedaceae. Loài này được (Aiton) Turcz. mô tả khoa học đầu tiên năm 1854.